# Mastigias gracilis
Mastigias gracilis is een schijfkwal uit de familie Mastigiidae. De kwal komt uit het geslacht Mastigias. 